# Спрінг-Лейк (Мічиган)
Спрінг-Лейк (англ. Spring Lake) — селище (англ. village) в США, в окрузі Оттава штату Мічиган. Населення — 2497 осіб (2020).

## Географія
Спрінг-Лейк розташований за координатами 43°4′24″ пн. ш. 86°11′39″ зх. д. / 43.07333° пн. ш. 86.19417° зх. д. (43.073454, -86.194149).  За даними Бюро перепису населення США в 2010 році селище мало площу 4,51 км², з яких 3,06 км² — суходіл та 1,45 км² — водойми. В 2017 році площа становила 4,96 км², з яких 3,24 км² — суходіл та 1,72 км² — водойми.

## Демографія
Згідно з переписом 2010 року, у селищі мешкали 2323 особи в 1067 домогосподарствах у складі 635 родин. Густота населення становила 516 осіб/км².  Було 1301 помешкання (289/км²).
Расовий склад населення:
| - 96,7 % — білих - 0,8 % — корінних американців - 0,3 % — азіатів - 0,2 % — чорних або афроамериканців - 0,1 % — вихідців з тихоокеанських островів |

До двох чи більше рас належало 1,3 %. Частка іспаномовних становила 1,8 % від усіх жителів.
За віковим діапазоном населення розподілялося таким чином: 21,6 % — особи молодші 18 років, 57,9 % — особи у віці 18—64 років, 20,5 % — особи у віці 65 років та старші. Медіана віку мешканця становила 44,8 року. На 100 осіб жіночої статі у селищі припадало 88,7 чоловіків;  на 100 жінок у віці від 18 років та старших — 84,9 чоловіків також старших 18 років.
Середній дохід на одне домашнє господарство  становив 69 735 доларів США (медіана — 50 707), а середній дохід на одну сім'ю — 81 365 доларів (медіана — 63 988). Медіана доходів становила 43 807 доларів для чоловіків та 42 361 долар для жінок. За межею бідності перебувало 7,0 % осіб, у тому числі 11,9 % дітей у віці до 18 років та 4,3 % осіб у віці 65 років та старших.
Цивільне працевлаштоване населення становило 1207 осіб. Основні галузі зайнятості: освіта, охорона здоров'я та соціальна допомога — 21,4 %, виробництво — 17,9 %, роздрібна торгівля — 9,1 %, мистецтво, розваги та відпочинок — 9,0 %.